# Prästängsuddens lövskog
Prästängsuddens lövskog är ett naturreservat i Finspångs kommun i Östergötlands län.
Området är naturskyddat sedan 2000 och är 12 hektar stort. Reservatet ligger vid vattnet på en udde i Tisnaren. Reservatet består av lundartad, ekdominerad skog. 